# Nyctemera extendens
Nyctemera extendens är en fjärilsart som beskrevs av Walker 1856. Nyctemera extendens ingår i släktet Nyctemera och familjen björnspinnare. Inga underarter finns listade i Catalogue of Life.